# Michel Ancel
Michel Ancel (Monaco, 1972. március 29. –) francia videójáték tervező. Leginkább a Rayman sorozattal vált híressé, melynek első két részének vezető tervezője volt. Ezen kívül hozzá kapcsolódik a Rayman Origins és ennek a folytatásának, a Rayman Legendsnek a képi világa is. Ezen kívül ismert még a kultikus  Beyond Good & Evil és a King Kong megformálásáért, ami Peter Jackson King Kong-ján alapult, ami kivívta a kritikusok elismerését. 2007-ben elkezdett dolgozni a Beyond Good and Evil 2-n.

## Karrierje
Ancel első demóját, a Mechanic Warriorst a Lankhor szoftver ház számára készítette. Ancel grafikusként azután csatlakozott az Ubisofthoz, hogy 17 évesen Montpellier-ben találkozott Nicolas Choukroun játékszerzővel. Nicolas játékainak ő készítette el a grafikáit, mint a The Intruder, a Pick'n Pile, majd ezek után készítette el az első olyan játékát, ahol ő volt a grafikus és a programozó is. Ez a játék a Brain Blaster lett, amit az Ubi Soft 1990-ben adott ki. 1992-ben kezdett el a Raymanen dolgozni, ami az első rendezése volt. 1995-ben jelent meg PlayStationre, Atari Jaguarra és Sega Saturnre.
Ancel oroszlán részt vállalt a Rayman 2: The Great Escape fejlesztésében, de a Rayman 3: Hoodlum Havocnűécsak tanácsadói szerepet kapott. Bár dicsérte a fejlesztő csapatot, ő „másképp” csinálta volna meg a játékot.
2003-ban elkészítette a Beyond Good & Evilt, mely pozitív visszhangot kapott a kritikusoknál, később pedig kultikus játék lett, de kezdetben kereskedelmileg buktának bizonyult. Az, hogy Peter Jackson mennyire szerette a játékot – és az, hogy mennyire elkeserítette, ahogy az EA kezeli A Gyűrűk Ura licenszet, oda vezetett, hogy Ancel megkapta a King Kong videójátékos adaptációjának az elkészítését. Annak ellenére, hogy az Ubisoftnál közömbösek voltak a Beyond Good and Evil 2 elkészítésével kapcsolatban, Ancelnek kész ötlete volt arról, hogy a jövőben megcsinálja a folytatást. A megjelenést végül a 2008-as Ubidaysen jelentették be 2008. május 28-án.
2006. április 5-én az Ubisoft bejelentette, hogy Ancel vezeti a Rayman sorozat negyedik játékának, a Rayman Raving Rabbids, Wii-re szánt kiadásának a tervezését. A játék gyártása 2005 kezdődött el, és 2006. november 15-én adták ki Wiire. Azonban az E3 bejelentése után távol maradt a projekttől, és miután a fejlesztő csapat a fókuszát a szabadon terjeszthető platformról a végső mini játékos formára változtatta, hivatalosan meg sem jelent a közvélemény előtt a játékkal kapcsolatban. A végső játékban Ancel a történet folyásával és a karakterek megalkotásával kapcsolatban szerepelt, míg a designért járó elismerést mások aratták le.
2010-ben a Ubisoft bejelentette a Rayman Originst, kezdetben csak mint egy olyan epizodikus részt, amit Michel Ancel tervez és egy kis, ötfős csapat fejleszt, de később bejelentették, hogy teljes értékű játékká fejlesztik. A cím szerint az UBIart Frameworkört a Ubisoft Montpellier és Ancel fejlesztette. Az UBIart egy olyan fejlesztői platform, amit művészek és animátorok használhatnak tartalmak és interaktív környezetek elkészítésére. A motort nagy felbontásra optimalizálták, és képes 60 fps-sel 1920x1080 képpontos felbontással működni. A UBIart-ot eredetileg 2011-ben akarták kiadni nyílt forráskódú szoftverként kiadni, de még nem történt meg.
2014-ben Ancel bejelentette, hogy Wild Sheep néven új, független játékstúdiót alapított. A továbbiakban is együttműködik az Ubisoft projektjeiben, melyek között „van egy nagyon ambiciózus játék, ami nagyon közel áll az ő és a csapata szívéhez.” A Wild Sheep 2015-ben egy őskori nyitott világú túlélő játékot fejlesztett, melynek Wild lett a címe.
Ancel 2020. szeptemberben bejelentette, hogy elhagyja a játékipart, hogy visszavonulhasson a vadonba. Azt mondta, hogy a két futó projektje, a Beyond Good & Evil 2 és a Wild is hozzáértő kezekben lesz az ő távozása után is.

## Elismerései
2006. március 13-án  Shigeru Miyamotóval és Frédérick Raynallal közösen lovaggá ütötte a francia kulturális és kommunikációs miniszter, Renaud Donnedieu de Vabres, és ezután a művészetek és az irodalom lovagja lett. Ez volt az első alkalom, hogy egy videójáték fejlesztőt ilyen kitüntetésben részesítsenek. Ancel az IGN top 100-as listája szerint a 24. legjobb videójáték készítő.